# Alex José dos Santos
Alex José dos Santos (* 28. března 1981, Ipajuipe) je brazilský obránce či záložník, hrající za rezervu faerského klubu ÍF Fuglafjørður.

## Klubová kariéra
S fotbalem začal v rodné Brazílii. Dále prošel kluby BK Frem, B36 a HB Tórshavn, EB/Streymur a ÍF Fuglafjørður.

### SFC Opava
Do Opavy přestoupil v červenci 2002 z mužstva PSTC Paraná. Zde v zápase proti Prostějovu vstřelil branku ze 40 metrů na konečný stav výhry pro SFC 2:1. Opavě taktéž pomohl k návratu do nejvyšší soutěže.

## Osobní život
Vlastní faerský pas.